# Municipio de Grant Center
El municipio de Grant Center (en inglés: Grant Center Township) es un municipio ubicado en el condado de Grant en el estado estadounidense de Dakota del Sur. En el año 2010 tenía una población de 378 habitantes y una densidad poblacional de 4,07 personas por km².

## Geografía
El municipio de Grant Center se encuentra ubicado en las coordenadas 45°11′56″N 96°42′29″O / 45.19889, -96.70806. Según la Oficina del Censo de los Estados Unidos, el municipio tiene una superficie total de 92.88 km², de la cual 92,73 km² corresponden a tierra firme y (0,15 %) 0,14 km² es agua.

## Demografía
Según el censo de 2010, había 378 personas residiendo en el municipio de Grant Center. La densidad de población era de 4,07 hab./km². De los 378 habitantes, el municipio de Grant Center estaba compuesto por el 95,5 % blancos, el 0,26 % eran amerindios, el 0,53 % eran asiáticos, el 2,12 % eran de otras razas y el 1,59 % eran de una mezcla de razas. Del total de la población el 2,12 % eran hispanos o latinos de cualquier raza.